# Schillerhäuschen

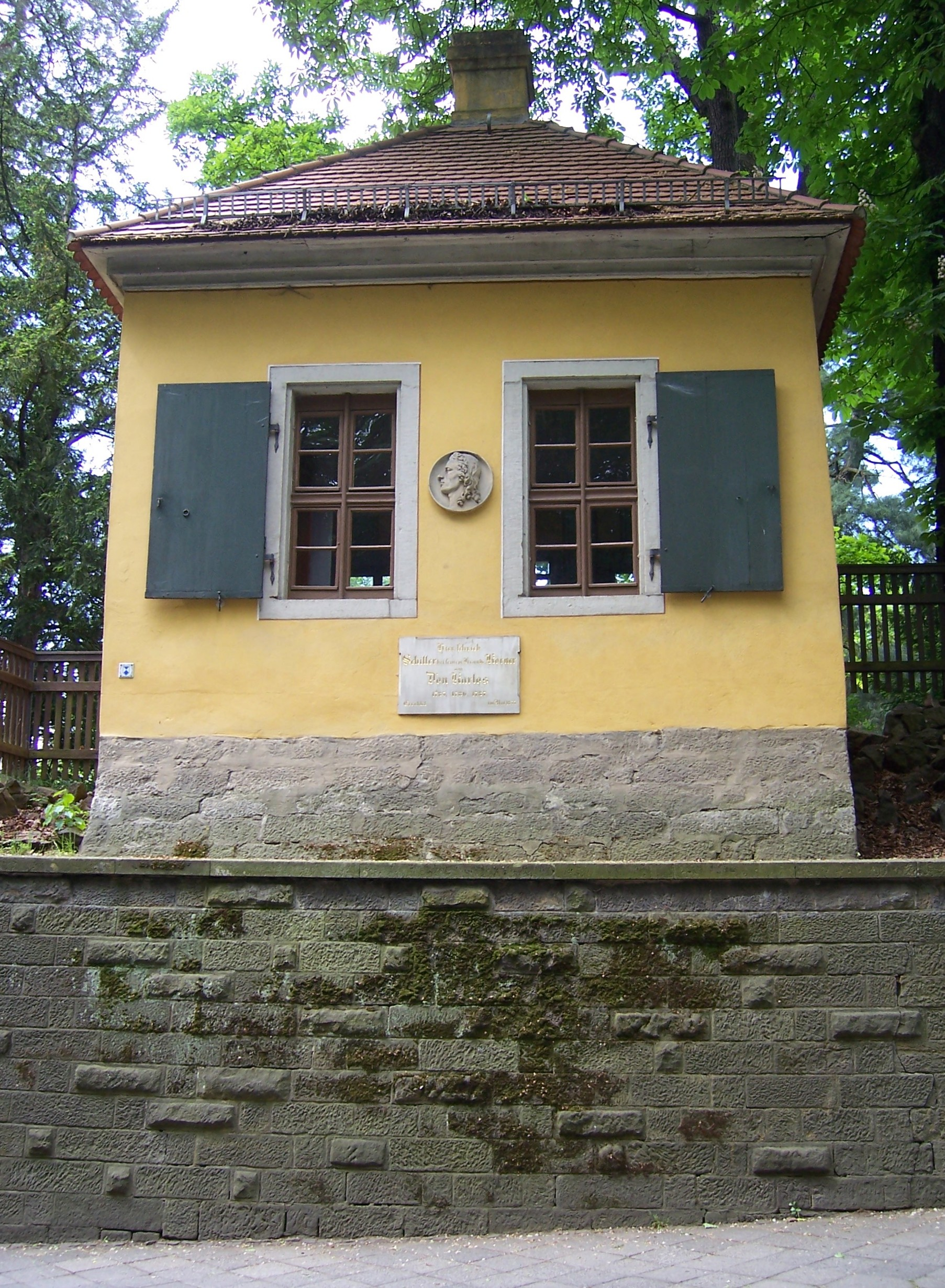
Das Schillerhäuschen in Dresden-Loschwitz

Das Schillerhäuschen ist ein Literaturmuseum in Dresden, das dem bedeutenden deutschen Dichter und Dramatiker Friedrich Schiller gewidmet ist. Es wurde in einem kleinen Gebäude eingerichtet, in dem sich Schiller aufgehalten haben soll, und gehört zum Verbund der Museen der Stadt Dresden.
Das Schillerhäuschen ist mit Abstand das kleinste Dresdner Museum und wird seit seiner Wiedereröffnung 2005 von Mitgliedern der Bürgerstiftung Dresden ehrenamtlich betreut.

## Standort

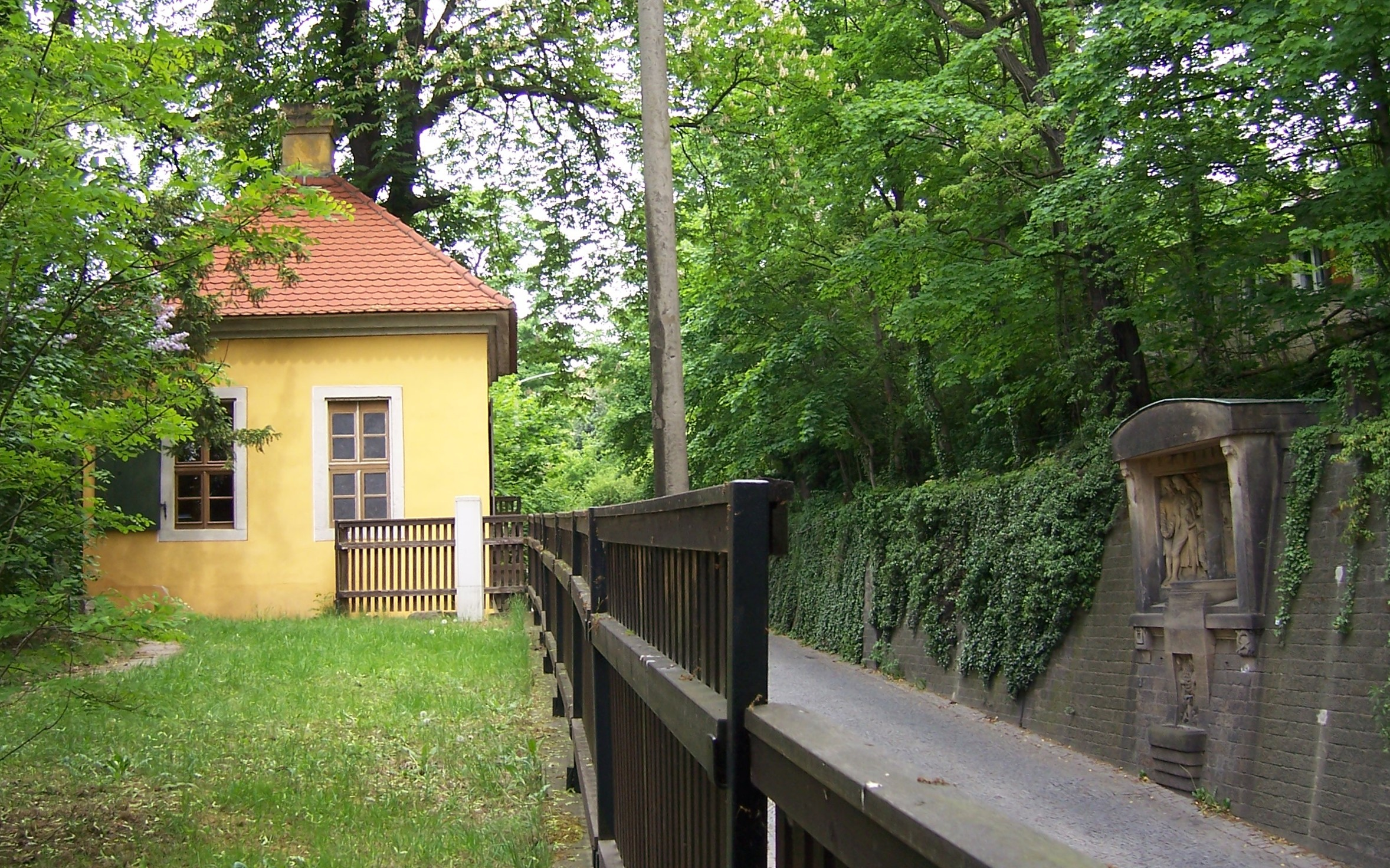
Schillerhäuschen, Schillerstraße und Schiller-Körner-Denkmal

Das Museum befindet sich in einem pavillonartigen Gartenhäuschen an der Schillerstraße 19 im Stadtteil Loschwitz im Osten der sächsischen Landeshauptstadt. Es liegt auf halber Höhe der Dresdner Elbhänge nur etwa 500 Meter nördlich des Blauen Wunders, etwas unterhalb der Einmündung der Schevenstraße. Sein Standort gehörte früher zum Körnerschen Weinberg, der sich vom Körnerweg an der Elbe bergauf zog.
Weitere Dresdner Museen in der Umgebung sind das Leonhardi-Museum und das Josef-Hegenbarth-Archiv.

## Ausstellung
Im Schillerhäuschen wird eine Ausstellung zum Wirken Schillers in Dresden gezeigt. Dabei werden seine Werke in verschiedenen Schriftstücken und Bildern dokumentiert, darunter Handschriften, Auszüge aus den in Dresden entstandenen Schillerschen Dichtungen und Reproduktionen von Gemälden. Zum Bestand zählen auch Schiller-Reliquien, die früher im Körner-Museum in der Inneren Neustadt zu sehen waren, das 1945 den Luftangriffen auf Dresden zum Opfer fiel.
Die Ausstellung beinhaltet außerdem Informationen zum Künstlerkreis um Schiller und den Kunstmäzen Christian Gottfried Körner. In diesem Punkt ergänzt es sich mit dem Kügelgenhaus – Museum der Dresdner Romantik an der Hauptstraße in Dresden, das der gleichen Thematik einen Raum widmet.

## Geschichte

### Schiller in Dresden

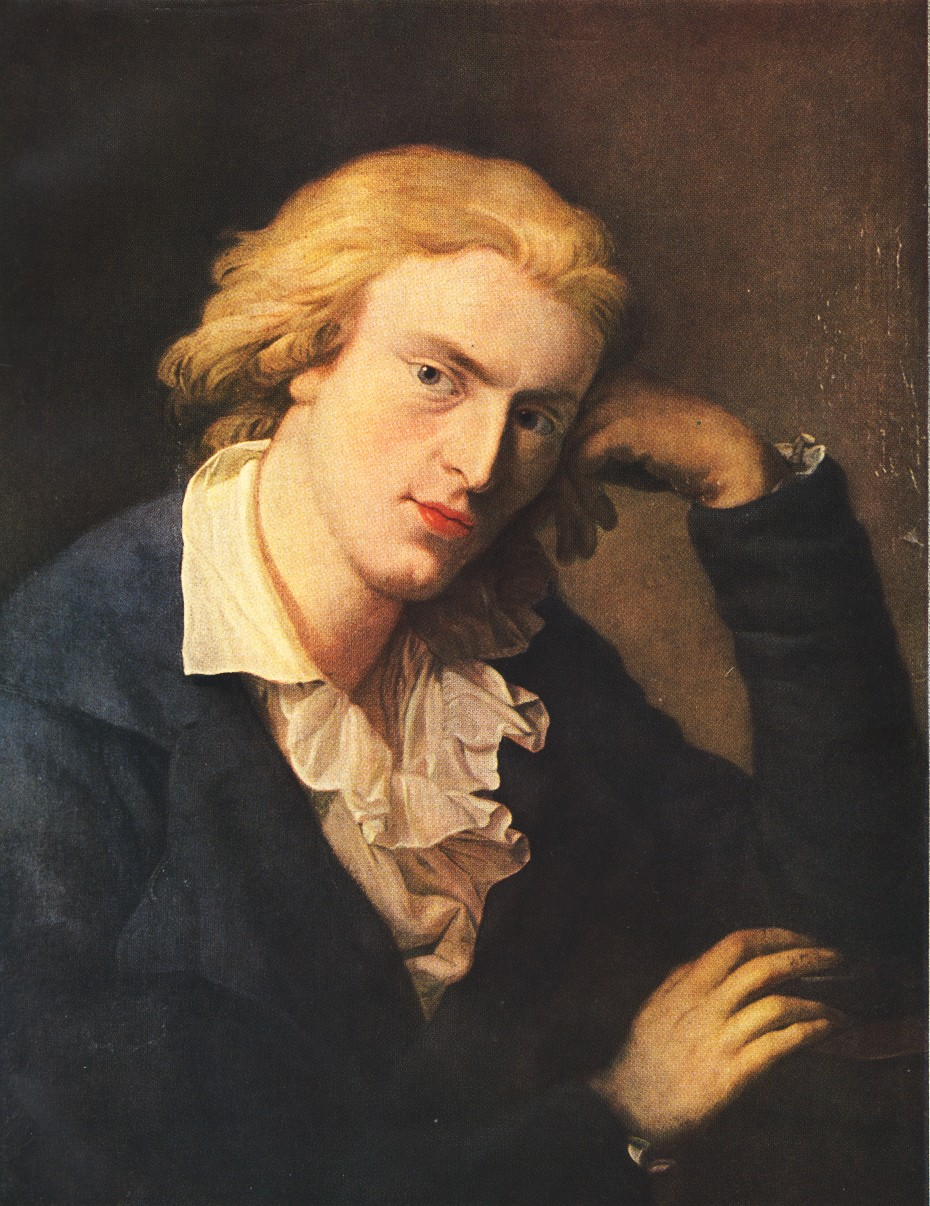
Bildnis Friedrich Schillers, von A. Graff (um 1790)

Friedrich Schiller war seit dem Juni 1784 mit dem Kunstmäzen Christian Gottfried Körner bekannt, der von Schillers Dramen begeistert war und ihm aus einer finanziellen Notlage verhalf. Nachdem Schiller sich bereits im Sommer 1785 mehrfach in einem Wohnsitz Körners in Leipzig beziehungsweise dessen heutigem Stadtteil Gohlis aufgehalten hatte, folgte er einer Einladung Körners nach Dresden. Dort traf Schiller am 11.  September 1785 ein. Zunächst wohnte er im Gasthof „Zum Goldenen Engel“ an der heutigen Wilsdruffer Straße  (zwischenzeitlich überbaut und mit einer Gedenktafel versehen). Am 12. September 1785 besuchte Schiller die Familie Körner, die zwischen 1783 und 1793 ein Stadthaus in der Inneren Neustadt bewohnte. Dieses Gebäude, das später Körnerhaus genannt wurde und ein nach Körner benanntes Museum beherbergte, stand am ehemaligen Kohlmarkt nahe dem Japanischen Palais und wurde 1945 zerstört. Körner empfing darin nach Schiller unter anderem Wolfgang Amadeus Mozart (1789) und Johann Wolfgang von Goethe (August 1790).
In der Folge förderte Körner den talentierten Dichter Schiller großzügig weiter, der nun für zwei Jahre in Dresden blieb. In den Sommern 1786 und 1787 weilte Schiller für längere Zeit im 1785 von Körner erworbenen Sommerwohnsitz, der sich am heutigen Körnerweg im damals noch selbstständigen Loschwitz bei Dresden befand. Hinter diesem Haus schloss sich an den Elbhängen ein Weinberg an, an dessen oberem Ende in Höhe des damaligen Moritzburg-Pillnitzer Weges ein kleines Gartenhäuschen steht. Dabei handelt es sich um das heutige Museum Schillerhäuschen.

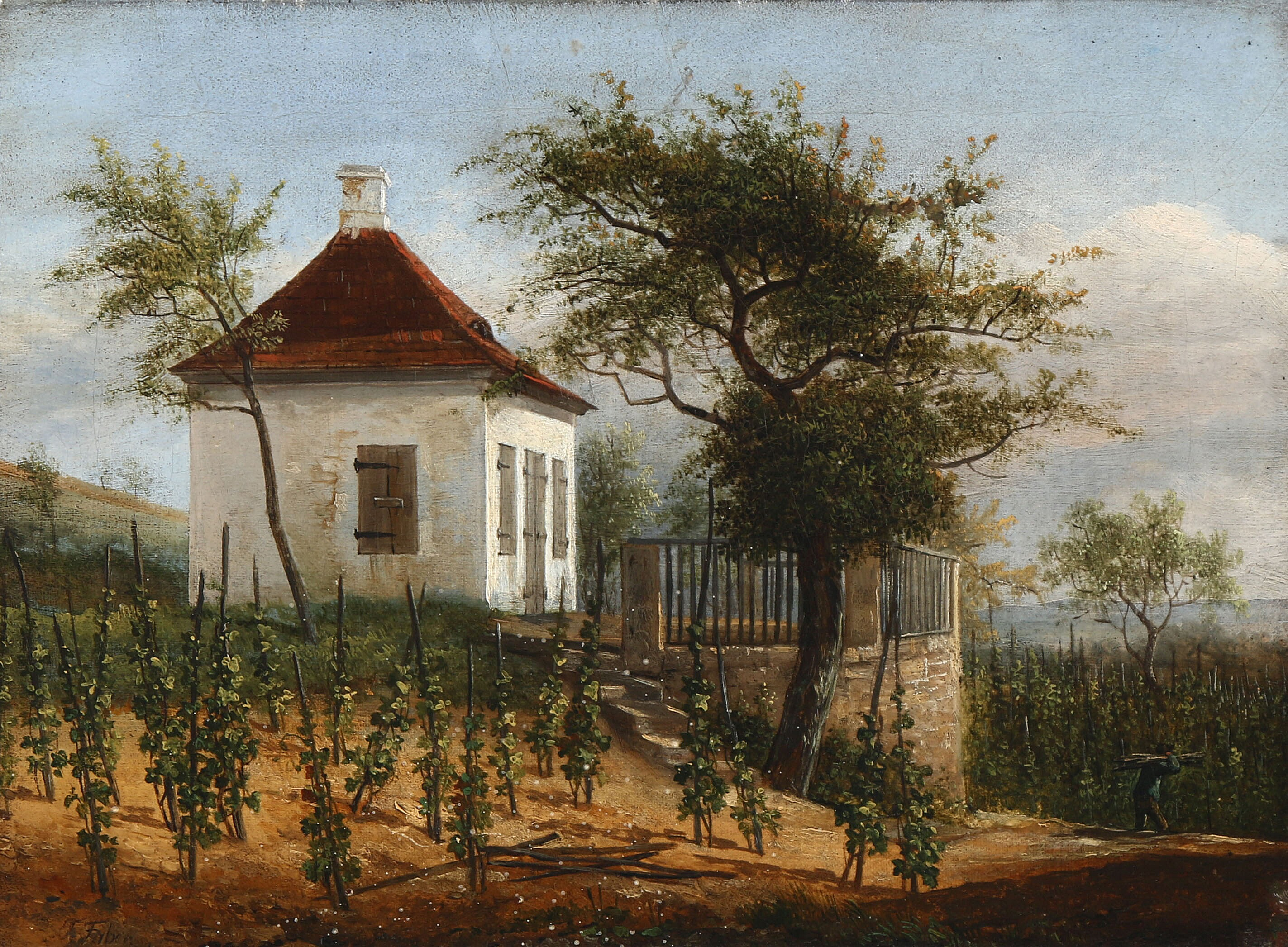
Schillerhäuschen (um 1824)

Ungewiss und infolge der Zerstörung des Körner-Museums auch nicht mehr belegbar ist, ob sich Schiller je in dem Gartenhäuschen aufgehalten hat. Erwiesen ist nur, dass Friedrich Schiller sich in Körners Stadthaus sowie im Hauptgebäude von dessen Sommerwohnsitz aufhielt. Seiner Arbeit, dem Dichten und Verfassen von Dramen, ging Schiller hingegen vorwiegend in seiner eigenen Stadtwohnung nahe dem Neustädter Markt nach. Demnach bleibt fraglich, ob er tatsächlich Teile der in seiner Dresdner Zeit entstandenen bekannten Werke An die Freude und Don Karlos oder auch Beiträge für seine Zeitschrift Thalia im heutigen Schillerhäuschen schrieb. Wahrscheinlich ist jedoch, dass er sich durch den Blick vom Weinberg über den Elbtalkessel – die Landschaft ist als ehemaliges Weltkulturerbe Dresdner Elbtal bekannt – inspirieren ließ. Mehrfach unternahm er von hier aus Ausflüge in die nähere Umgebung, unter anderem in den heutigen Schillergarten auf der anderen Elbseite in Blasewitz, wo er auf Johanne Justine Renner traf, die er als „Gustel aus Blasewitz“ in Wallensteins Lager verewigte. Nachdem Schiller zunehmend seine Abhängigkeit von dem Mäzen Körner und die damaligen Verhältnisse in Dresden missfielen, verließ er die sächsische Residenzstadt im Juli 1787 in Richtung Weimar.
Von August bis September 1801 war Schiller erneut und ein letztes Mal in Dresden bei Körner zu Gast und hielt sich dabei wieder in dessen Loschwitzer Sommerwohnsitz auf.

### Schillerhäuschen als Museum

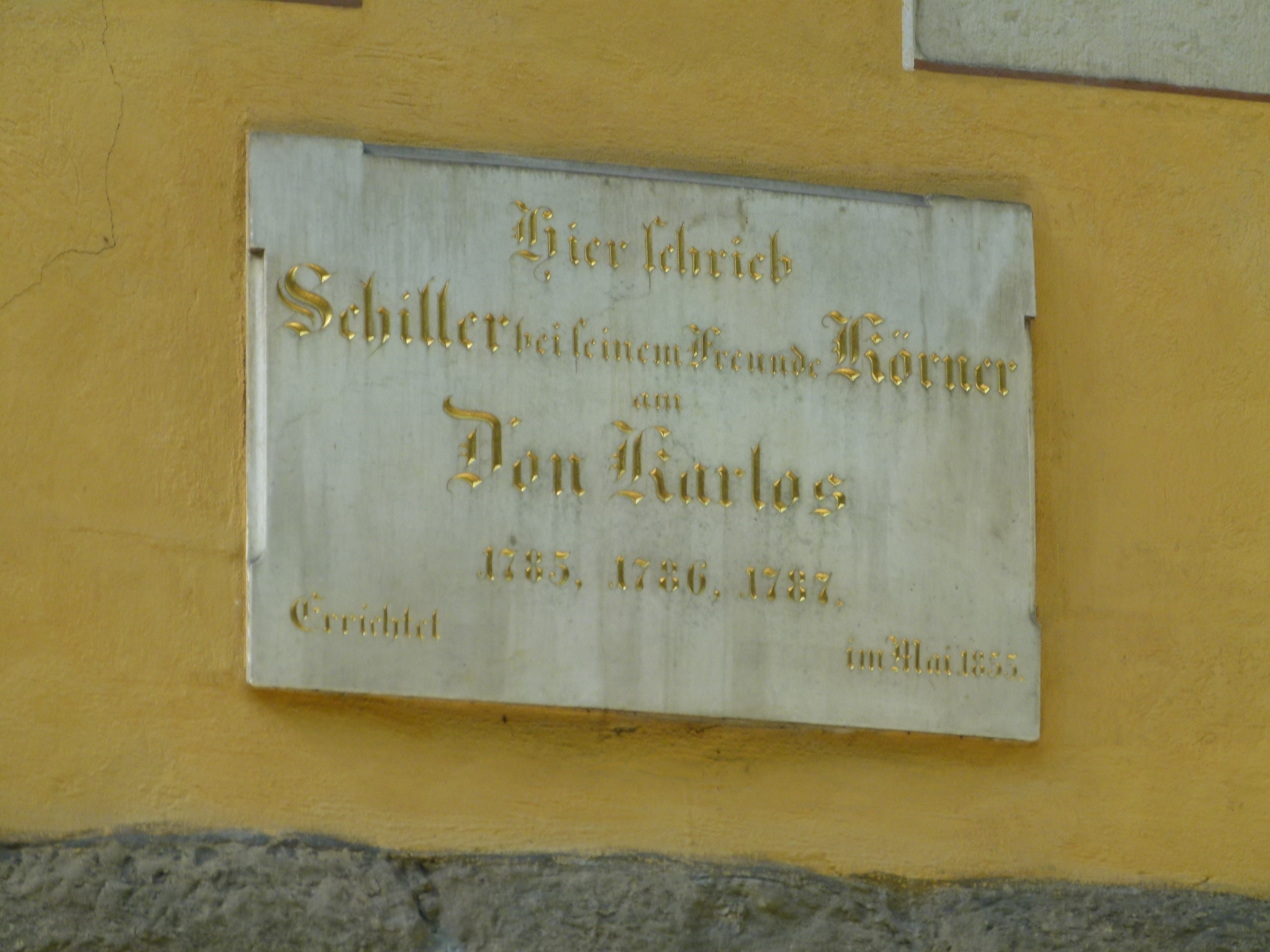
Erinnerungstafel am Schillerhäuschen von 1855

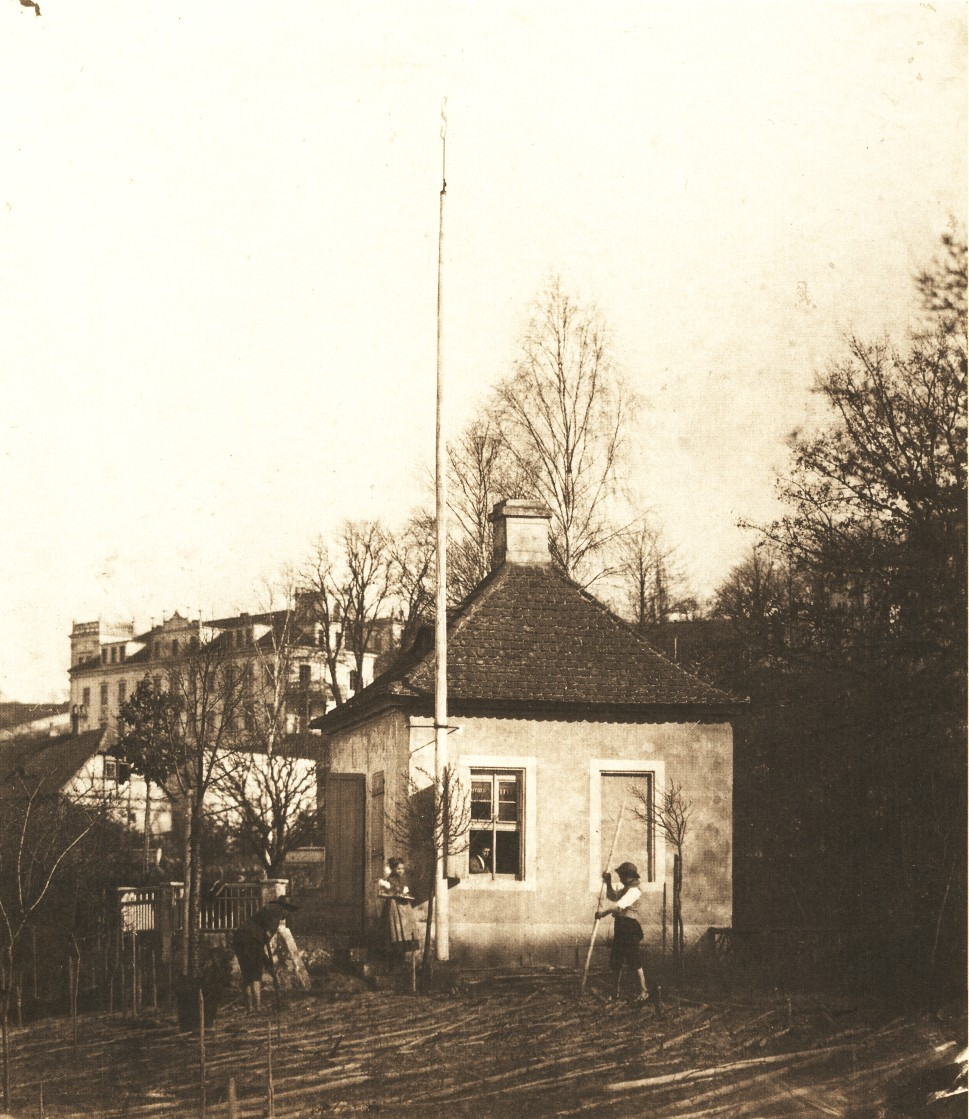
Das Schillerhäuschen um 1875; Fotografie von August Kotzsch

Über die Entstehung des heutigen Schillerhäuschens ist nur wenig bekannt. Falls es tatsächlich schon zu Schillers Dresdner Zeit existiert hat, ist es womöglich im Zuge der Schlacht um Dresden im August 1813 während der Befreiungskriege zerstört worden. Bei einem Grundstücksverkauf im Jahr 1818 wurde es jedenfalls nicht erwähnt. Daher wird davon ausgegangen, dass das Schillerhäuschen um 1820 in heutiger Form wieder aufgebaut wurde beziehungsweise sogar damals erst völlig neu entstand und somit erst im Nachhinein in der Zeit der Romantik als Aufenthaltsort Schillers deklariert wurde.
Im Jahre 1823 erschien in einem Taschenbuch ein Kupferstich mit dem Titel „Pavillon auf Körners Weinberg, wo F. v. Schiller wohnte“. Aus dem Titel lässt sich nicht eindeutig erschließen, ob mit Schillers Wohnort der Pavillon, also das Schillerhäuschen, oder der Weinberg beziehungsweise dessen Hauptgebäude am Körnerweg gemeint ist. Anlässlich des 50. Todestags von Friedrich Schiller wurde 1855 am Schillerhäuschen eine Tafel zum Gedenken an den Aufenthalt Schillers angebracht. Dies geschah jedoch nur, da sich die damalige Grundstückseigentümerin weigerte, die Gedenktafel am Haupthaus am Körnerweg anbringen zu lassen, was letztendlich ebenfalls zur Unklarheit um den wahren Arbeitsplatz Schillers beitrug. Am gleichen Tag wurden neben dem Schillerhäuschen eine Schillereiche und eine Körnerlinde gepflanzt.
Bereits im Verlauf des 19. Jahrhunderts entstand dadurch am Schillerhäuschen eine Gedenkstätte für die Dresdner Jahre von Schiller, die im 20. Jahrhundert nur wenig Veränderung erfuhr. Zu einem Teil wurde das Schillerhäuschen 1986 rekonstruiert. Nach 2000 war es dann immer mehr vom Verfall bedroht und blieb ab 2002 geschlossen, da öffentliche Gelder für die umfassende Erneuerung fehlten.
In den Folgejahren ergriff die Bürgerstiftung Dresden die Initiative für die Wiedereröffnung des Schillerhäuschens. Dabei kooperierte sie in einer gemeinsamen Arbeitsgruppe mit den Städtischen Museen, zu denen das Schillerhäuschen gehört, sowie mit Germanisten der TU Dresden. Die Ausstellung konnte dadurch völlig neugestaltet werden. Außerdem wurde das Gebäude gesichert. Wenige Tage vor dem 200. Todestag Friedrich Schillers erfolgte Anfang Mai 2005 die Wiedereröffnung des Schillerhäuschens. Die Bürgerstiftung fungiert seither als Ansprechpartner und Betreuer und stellt ehrenamtliche Museumsaufseher.

## Schillerdenkmal
Gegenüber dem Schillerhäuschen befand sich ursprünglich eine weiße Schillerstatue. Sie wurde von Privatleuten gestiftet und stellte den sitzenden Friedrich Schiller dar, der in der linken Hand ein Buch hält. Die Schillerstatue war eine Gipsnachbildung der Schillerstatue an der Semperoper, die der Bildhauer Ernst Rietschel geschaffen hatte. Sie musste jährlich mit weißer Ölfarbe gestrichen werden, was einem Verfall entgegenwirken sollte. Um 1912 verlor sich die Spur des Denkmals, an dessen Stelle am 18. Mai 1912 das Schiller-Körner-Denkmal eingeweiht wurde. Vom sächsischen König Friedrich August III. ist das Bonmot überliefert: „Gut, daß der weiße Schiller endlich weg ist, mein ‚Brauner‘ hat sich immer so gefürchtet.“

## Schiller-Körner-Denkmal
Auf der dem Schillerhäuschen gegenüberliegenden Seite der Schillerstraße schuf der Bildhauer Oskar Rassau als eines seiner letzten Werke nach einem Entwurf des Architekten Martin Pietzsch das Schiller-Körner-Denkmal, das am 18. Mai 1912 eingeweiht wurde. Es wird auch als Schiller-Körner-Brunnen bezeichnet, da sich in der Mitte des Denkmals ein kleiner Brunnen befindet, der ursprünglich aus einer Quelle des dahinter liegenden Bergbachs gespeist wurde. Ausgeführt hat die Bildhauerarbeiten Adolf Schwarz. Das Denkmal befindet sich als Hochrelief an einer Stützmauer, ist tempelartig aufgebaut und stellt zwei figürliche Szenen dar. Es erinnert an den letzten Besuch Schillers 1801 und dessen Vorbildwirkung auf Christian Gottfried Körners Sohn Theodor, der 1813 als Angehöriger des Lützowschen Freikorps in den Krieg gegen Napoléon Bonapartes Truppen zog und noch im gleichen Jahr fiel.

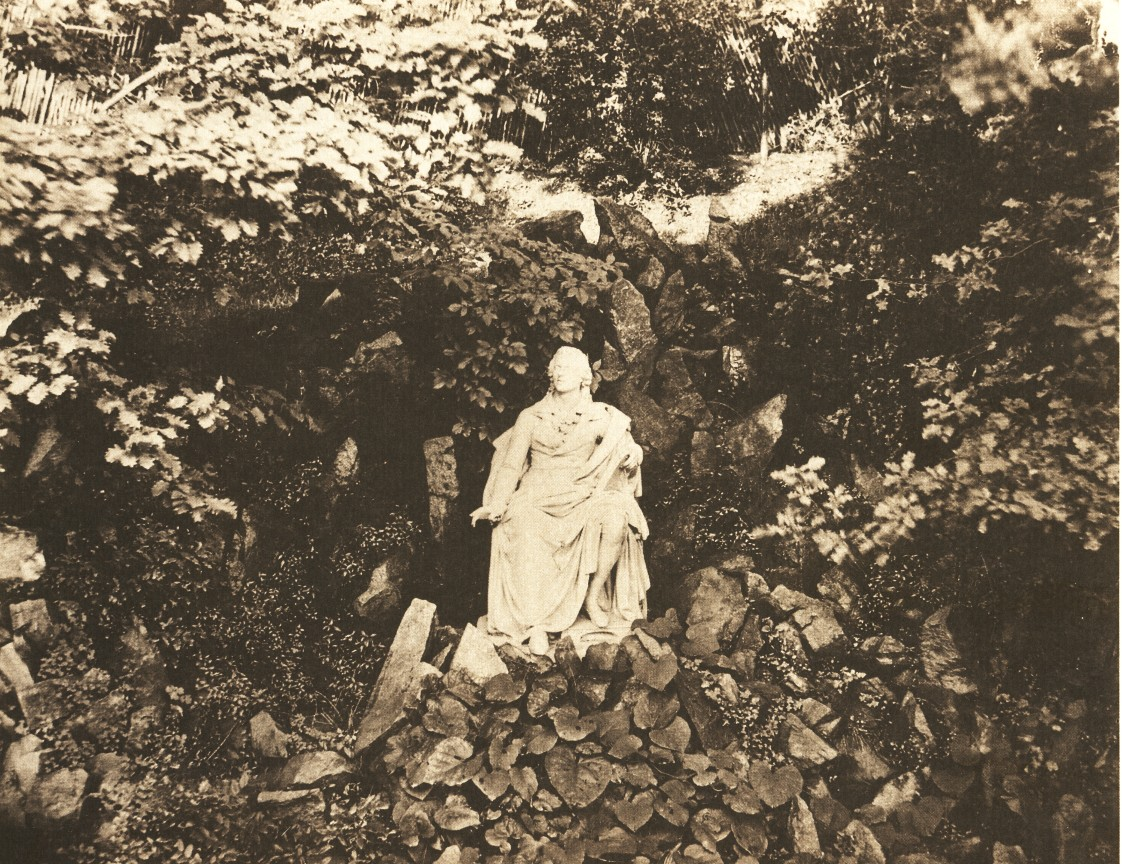
Das Schillerdenkmal um 1880
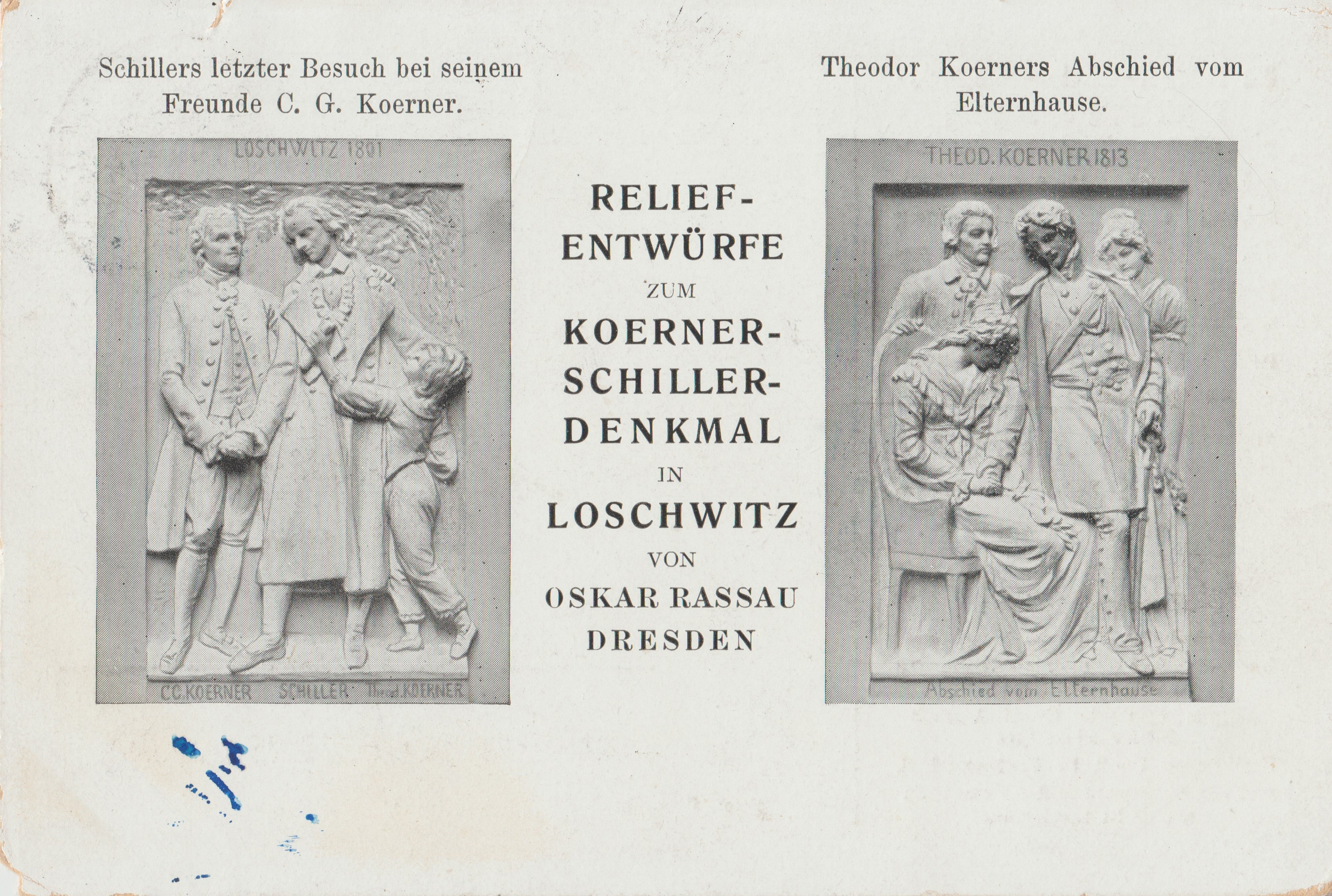
Entwurf Oskar Rassau für die Reliefs, ca. 1900
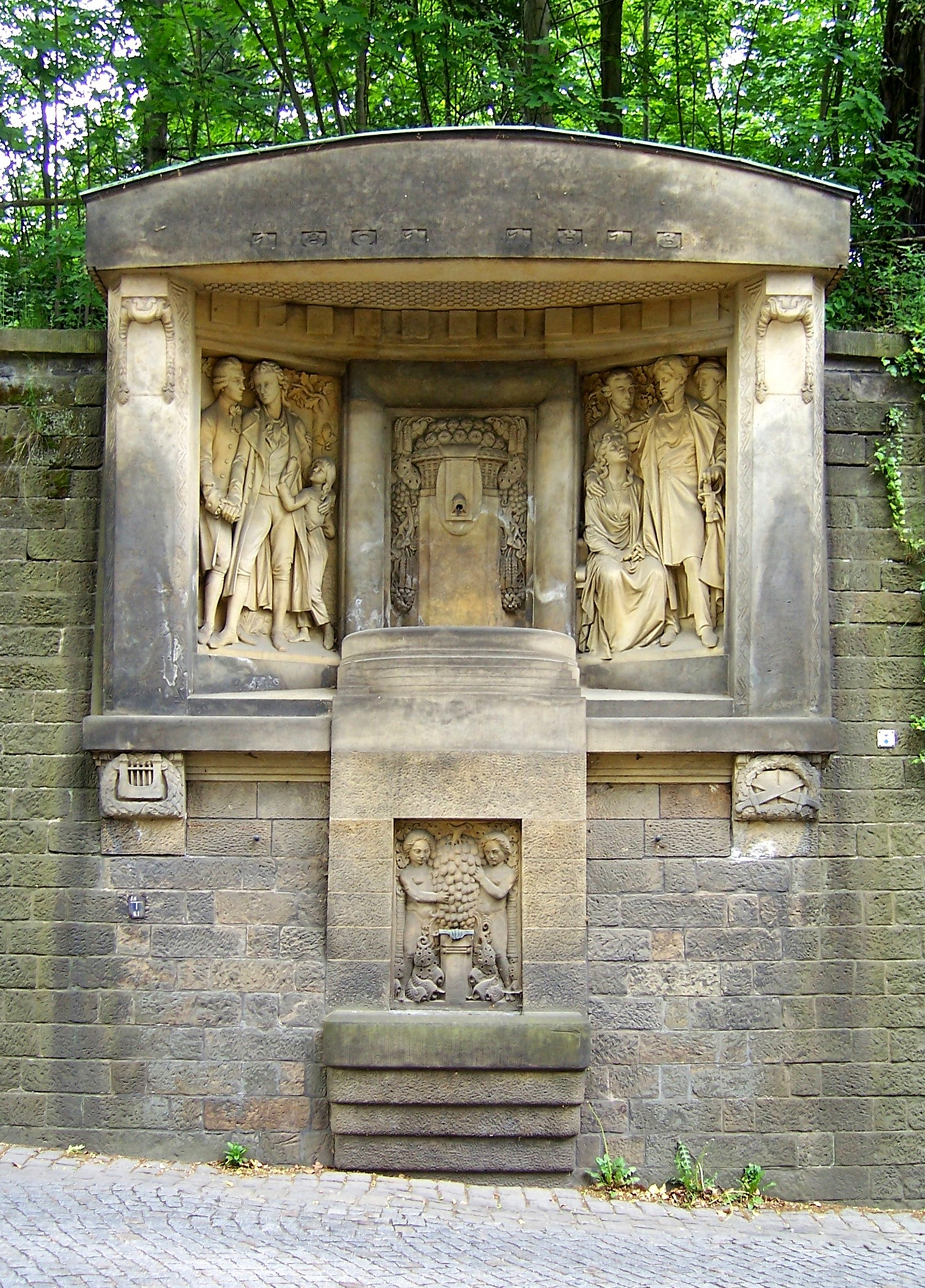
Schiller-Körner-Denkmal Dresden Gesamtansicht
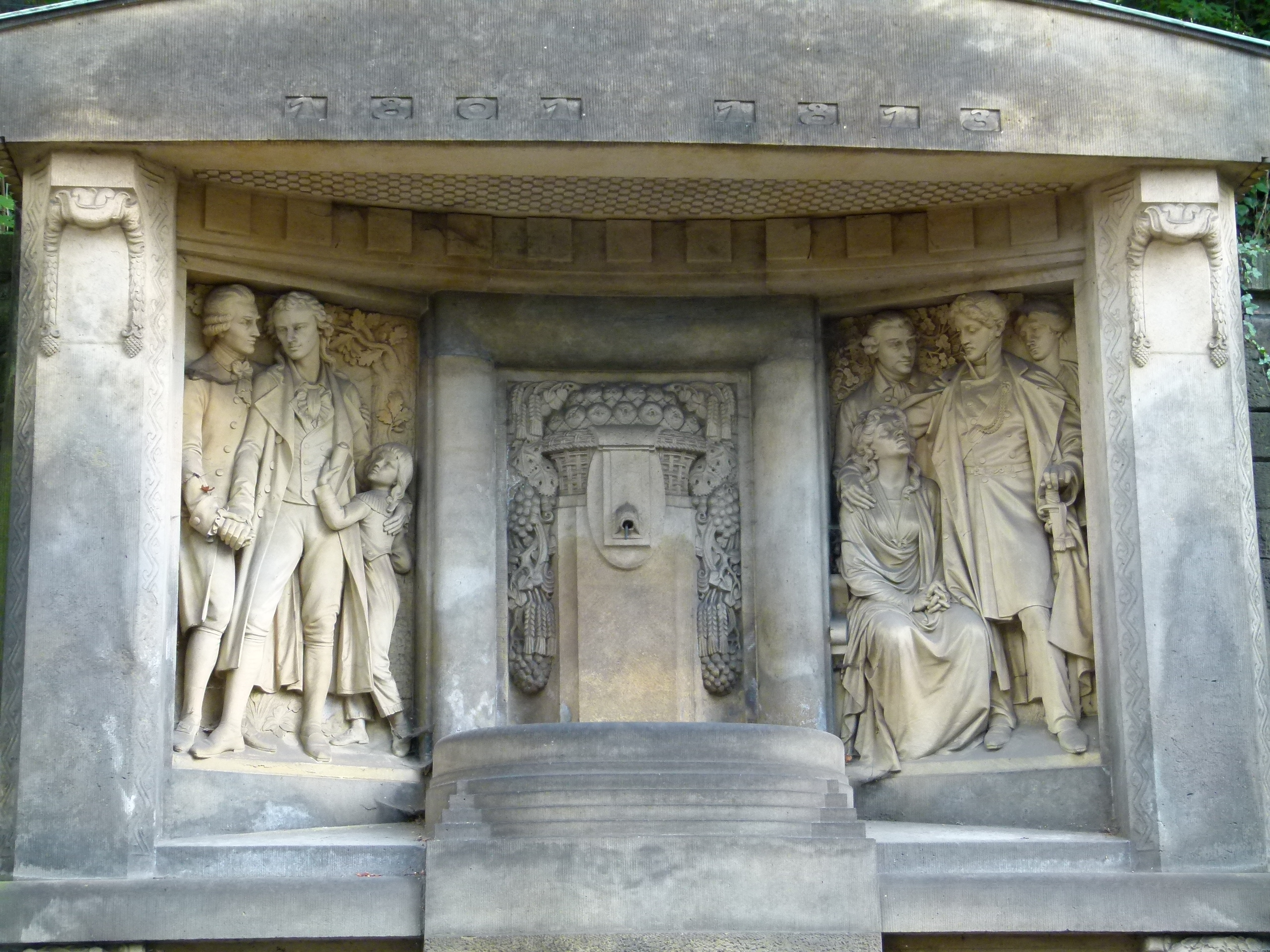
Szenen mit Theodor Körner: 1801 als Kind & 1813 als Befreiungskrieger